# 킨부른반도
킨부른반도(우크라이나어: Кінбурнський півострів, 튀르키예어: Kılburun)는 우크라이나 남부에 위치한 반도로 흑해와 드니프로부흐어귀의 경계이다. 행정구역상으로는 미콜라이우주의 포크로우시케 마을과 헤르손주 헤로이시케 마을로 나뉘어있다.
'킨부른'이라는 이름은 튀르키예어 '클부룬'(튀르키예어: Kılburun)에서 유래하였다.

## 지리
킨부른반도의 서쪽 끝에는 킨부른사취가 나타난다.
반도 남쪽에는 도우히 섬과 크루흘리섬(우크라이나어: круглий)이 있으며, 이 섬들은 미콜라이우주에 속한다.

## 역사
크림 전쟁 당시 1855년 10월 17일 킨부른 전투가 일어났다.